# 즈엉호아
즈엉호아(베트남어: Dương Hòa / 陽和 양화 / 1635년 10월 ~ 1643년 10월)는 베트남 후 레 왕조(後黎朝) 신종(神宗) 레 주이 끼(黎維祺)의 세번째 연호이다.
- 찐 주 군주(섭정) : 찐짱(鄭梉)
- 응우옌 주 군주 : 응우옌 푹 란(阮福瀾)
- 버우 주 군주 : 부꽁득(武公悳)

## 개원
- 득롱(德隆) 7년(1635년) 10월에 연호를 즈엉호아(陽和)로 개원함.[1][2]

- 즈엉호아(陽和) 9년(1643년) 10월에 연호를 푹타이(福泰)로 개원함.[1][3]

## 연대 대조표
| 즈엉호아 | 서기 (西紀) | 간지 (干支) | 막 왕조 연호 (까오방 정권) | 응우옌 주 기년  | 명나라 연호    |
| 원년     | 1635년      | 을해 (乙亥) | …                          | 불주(佛主) 22년 | 숭정(崇禎) 8년 |
| 2년      | 1636년      | 병자 (丙子) | …                          | 상주(上主) 원년 | 숭정 9년       |
| 3년      | 1637년      | 정축 (丁丑) | …                          | 상주 2년        | 숭정 10년      |
| 4년      | 1638년      | 무인 (戊寅) | 투언득(順德) 원년          | 상주 3년        | 숭정 11년      |
| 5년      | 1639년      | 기묘 (己卯) | 투언득 2년                 | 상주 4년        | 숭정 12년      |
| 6년      | 1640년      | 경진 (庚辰) | 투언득 3년                 | 상주 5년        | 숭정 13년      |
| 7년      | 1641년      | 신사 (辛巳) | 투언득 4년                 | 상주 6년        | 숭정 14년      |
| 8년      | 1642년      | 임오 (壬午) | 투언득 5년                 | 상주 7년        | 숭정 15년      |
| 9년      | 1643년      | 계미 (癸未) | 투언득 6년                 | 상주 8년        | 숭정 16년      |

## 동시대 연호

### 베트남
막 왕조(莫朝)
- 투언득(順德) (1638년 ~ 1661년)

### 중국
명(明)
- 숭정(崇禎) (1628년 ~ 1644년)

후금(後金)
- 천총(天聰) (1627년 ~ 1636년)

청(淸)
- 숭덕(崇德) (1636년 ~ 1643년)

기타
- 고영상(高迎祥) 흥무(興武) (1635년 ~ 1636년)
- 장보미(張普薇) 천운(天運) (1637년)

### 일본
- 간에이(寬永) (1624년 ~ 1644년)

## 같이 보기
- 베트남의 연호